# Saison 5 de Papa Schultz
Chronologie
Saison 4 Saison 6
Cet article présente la cinquième saison de la série télévisée américaine Papa Schultz (Hogan's Heroes).

## Distribution

### Acteurs principaux
- Bob Crane : colonel Robert E. Hogan
- Werner Klemperer : colonel Wilhelm Klink
- John Banner : sergent Hans Schultz
- Robert Clary : caporal Louis LeBeau
- Richard Dawson : caporal Peter Newkirk
- Ivan Dixon : sergent James « Kinch » Kinchloe
- Larry Hovis : sergent Andrew Carter

### Acteurs secondaires
- Leon Askin : General Albert Burkhalter
- Sigrid Valdis : Hilda
- Howard Caine : Major Wolfgang Hochstetter
- Jon Cedar : Caporal Karl Langenscheidt
- Nita Talbot : Marya la Russe blanche (episodes 3 et 17)
- Bernard Fox : Colonel Crittendon (épisode 25)

## Liste des épisodes

### Épisode 18:Plus douce sera la chute
- Jon Cedar: Caporal Karl Langenscheidt